# Centroscyllium fabricii
El tollo negro (Centroscyllium fabricii) es una especie de escualiforme de la familia Etmopteridae. Es común en las plataformas y taludes continentales a profundidades de entre 180 y 2250 m. Las hembras generalmente habitan en aguas más profundas que los machos, y dependiendo de la región, los tiburones más pequeños pueden estar a diferentes profundidades que los más grandes. Esta especie se distribuye a lo largo del océano Atlántico, desde Groenlandia e Islandia hasta Virginia y África occidental en el norte, y desde África suroccidental hasta Argentina en el sur. Es el mayor miembro de su familia, ya que mide entre 60 y 75 cm de longitud. Su cuerpo es de color marrón oscuro y es más oscuro en la parte inferior, y cuenta con diminutos órganos bioluminiscentes. Cuenta con dos aletas dorsales y no tiene aleta anal.